# Santa Rosa del Sur
Santa Rosa Del Sur is een gemeente in het Colombiaanse departement Bolívar. De gemeente telt 26.896 inwoners (2005).
Achí
· Altos del Rosario
· Arenal
· Arjona
· Arroyohondo
· Barranco de Loba
· Brazuelo de Papayal
· Calamar
· Cantagallo
· Cartagena
· Cicuco
· Clemencia
· Córdoba
· El Carmen de Bolívar
· El Guamo
· El Peñón
· Hatillo de Loba
· Magangué
· Mahates
· Margarita
· María La Baja
· Montecristo
· Morales
· Norosí
· Pinillos
· Regidor
· Río Viejo
· San Cristobal
· San Estanislao
· San Fernando
· San Jacinto
· San Jacinto del Cauca
· San Juan Nepomuceno
· San Martín de Loba
· San Pablo
· Santa Catalina
· Santa Cruz de Mompox
· Santa Rosa
· Santa Rosa del Sur
· Simití
· Soplaviento
· Talaigua Nuevo
· Tiquisio
· Turbaco
· Turbaná
· Villanueva
· Zambrano